# 上瀧博正
上瀧 博正（こうたき ひろただ、1929年12月12日 - ）は、日本の経営者。トーハン社長、会長を務めた。

## 来歴・人物
福岡県出身。1953年に中央大学法学部を卒業し、同年に東京出版販売(現在のトーハン)に入社した。1978年に取締役に就任し、1985年に常務、1988年6月に専務を経て、1991年6月に社長に就任。1999年6月から2010年6月までに会長を務めた。
2012年5月に旭日小綬章を受章。